# Pácin
Pácin is een plaats (község) en gemeente in het Hongaarse comitaat Borsod-Abaúj-Zemplén. Pácin telt 1498 inwoners (2001).